# Neubauer Forst-Nord

Lage des Neubauer Forst-Nord im Landkreis Bayreuth

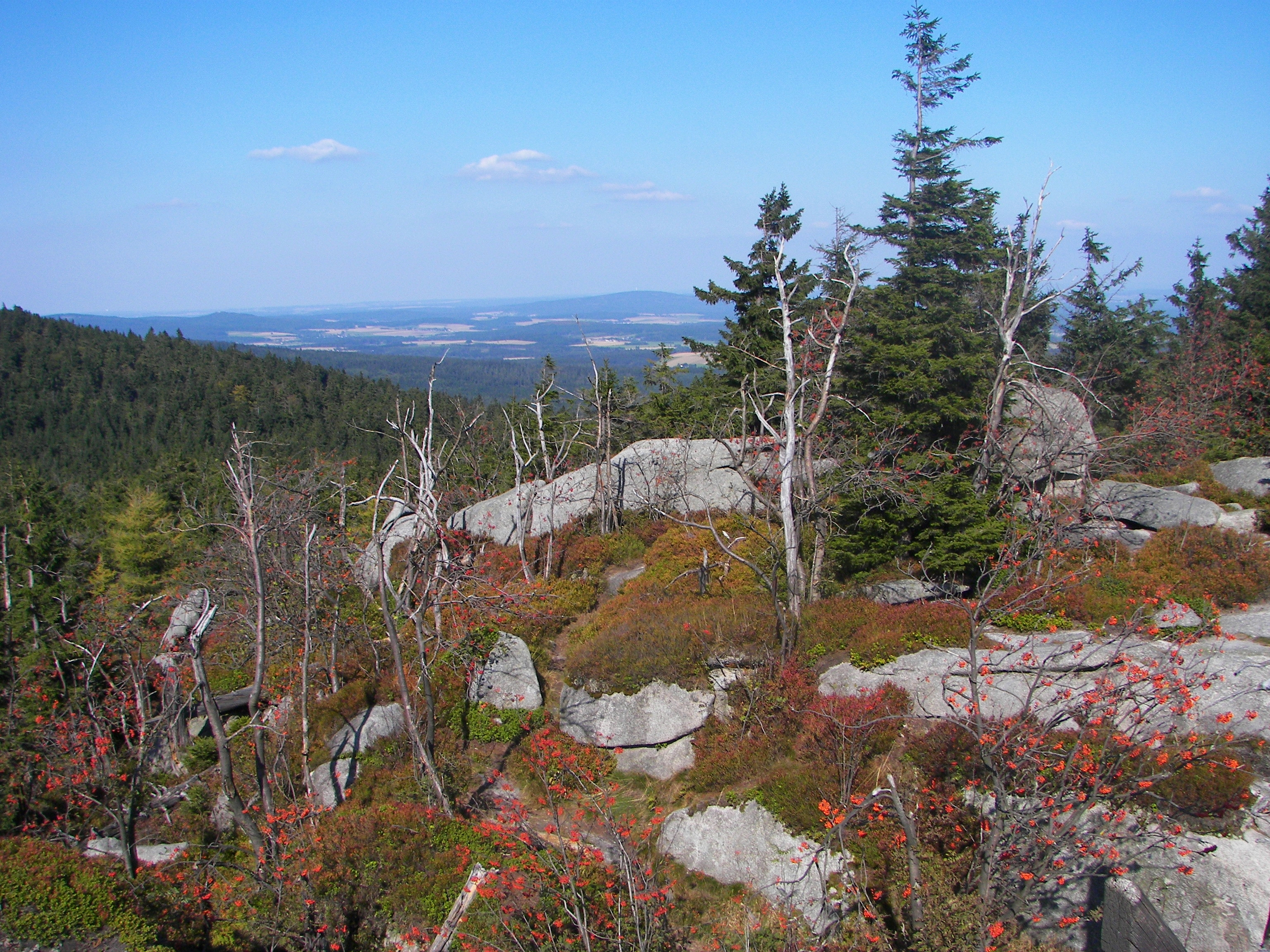
Blick vom Nußhart

Der Neubauer Forst-Nord ist ein 5,66 km² großes gemeindefreies Gebiet und Gemarkung südöstlich von Bischofsgrün im Landkreis Bayreuth.

## Gemarkung
Die Gemarkung Neubauer Forst-Nord hat eine Fläche von 5,657 km². Sie ist in 16 Flurstücke aufgeteilt, die eine durchschnittliche Flurstücksfläche von 353558,55 m² haben. Benachbarte Gemarkungen sind im Westen Bischofsgrün, Bischofsgrüner Forst, im Norden Weißenstadter Forst-Süd, im Osten Vordorfer Forst und im Süden Fichtelberg, Neubauer Forst-Süd.

## Schutzgebiete

### Geotope
- Nußhardt-Gipfel SE von Bischofsgrün (Geotop-Nummer 472R013).
- Weißmain-Felsen am Ochsenkopf (Geotop-Nummer 472R005)